# 7198 Montelupo
7198 Montelupo è un asteroide della fascia principale.
Scoperto il 16 gennaio 1994 da Andrea Boattini e Maura Tombelli, presenta un'orbita caratterizzata da un semiasse maggiore pari a 2,5944633 UA e da un'eccentricità di 0,1882009, inclinata di 13,64342° rispetto all'eclittica.
Il nome Montelupo si riferisce al paese natale della scopritrice Maura Tombelli.